# Juca Chaves
Juca Chaves, pseudonimo di Jurandir Czaczkes (Rio de Janeiro, 22 ottobre 1938 – Salvador, 25 marzo 2023), è stato un cantante, scrittore e umorista brasiliano.

## Biografia
Figlio di una famiglia di immigrati dall'Austria, iniziò la carriera musicale nella seconda metà degli anni '50.
A seguito del colpo di Stato militare del 1964, si trasferì in esilio in Italia (e, per un certo periodo, in Portogallo) apparendo anche in alcuni programmi televisivi, in particolare grazie alla canzone O naso mio, con il testo in italiano scritto da Giorgio Calabrese.
Nel 1968 pubblicò l'album As musicas proibidas, contenente la canzone antimilitarista Brasil já vai a guerra.
Rientrato in Brasile con il ripristino della democrazia, continuò l'attività musicale fino alla morte, avvenuta nel marzo 2023. Nel 2006 aveva tentato di farsi eleggere al senato di Bahia correndo nelle file del PSDC.

## Vita privata
Fu sposato dal 1975 con Yara Chaves. Da lei ebbe due figlie, Maria Morena e Maria Clara.

## Discografia parziale

### Album
- 1966: Juca Chaves (Style, STLP 8060)
- 1968: As musicas proibidas (Odeon, MOFB 3307)
- 1972: Juca Chaves ao vivo (Philips, 6349 030)

### Singoli
- 1964: Piccola marcia per un grande amore/Pavana per la contessa Alessandra (Style, STMS 589)
- 1965: Vieni con me a Rio/Il vs. aff.mo Juca (Style, STMS 626)
- 1966: Rosamor/Menina (Style, STMS 652)
- 1970: Avviso/Sdruws (Cormorano, ZC 50039)
- 1970: Avviso/Piccola mia (Cormorano, ZC 50041)